# Тахери, Касра
Касра Тахери (перс. کسری طاهری‎; родился 6 августа 2006) — иранский футболист, нападающий российского клуба «Рубин», выступающий на правах аренды за «Пайкан»

## Клубная карьера
Воспитанник футбольной академии клуба «Сепахан».
В феврале 2024 года перешёл в российский клуб «Рубин». 8 апреля 2024 года дебютировал за клуб в матче российской Премьер-лиги против «Оренбурга».
В июле 2025 года перешёл в иранский «Пайкан» на правах аренды.

## Карьера в сборной
В мае 2022 года в составе сборной Ирана до 16 лет сыграл на чемпионате Центральной Азии (до 16 лет), забив три мяча, и помог иранцам выиграть турнир.
В июне 2023 года в составе сборной Ирана до 17 лет сыграл на Кубке Азии (до 17 лет), забив на турнире два гола. В ноябре того же года принял участие в юношеском чемпионате мира, который прошёл в Индонезии. На групповом этапе забил гол в игре против сборной Бразилии и против сборной Новой Каледонии. В 1/8 финала сборная Ирана уступила сборной Марокко по пенальти.

## Достижения
Сборная Ирана (до 16 лет)
- Победитель чемпионата Центральной Азии (до 16 лет): 2022